# Gene Reynolds
Gene Reynolds (* 4. April 1923 in Cleveland, Ohio als Eugene Reynolds Blumenthal; † 3. Februar 2020 in Burbank, Kalifornien) war ein US-amerikanischer Schauspieler, Drehbuchautor, Fernsehregisseur und Fernsehproduzent, bekannt durch seine Arbeit an der Serie M*A*S*H. Als Schauspieler war er einer der vielen Kinderstars der 1930er Jahre.

## Leben
Als Kind spielte Gene Reynolds ab den 1930er Jahren in diversen Spielfilmen mit, meist in Nebenrollen als tragisches Kinderschicksal. Zu seinen bekannteren Rollen gehört ein schüchterner gehbehinderter Junge in Teufelskerle (1938) neben Spencer Tracy und Mickey Rooney sowie der sterbende Jason Brown im Abenteuerfilm Land der Gottlosen (1940) an der Seite von Errol Flynn, Olivia de Havilland und Ronald Reagan. Eine Hauptrolle übernahm Reynolds 1939 im Musikfilm Musik fürs Leben, wo er aus seinem schwierigen Elternhaus wegrennt und auf einer Musikschule Platz findet. Als Erwachsener hatte er nur durchwachsenen Erfolg als Schauspieler, daher zog er sich als Filmschauspieler 1956, als Fernsehschauspieler 1967 von der Leinwand zurück. Seitdem hatte er als Schauspieler nicht mehr vor der Kamera gestanden.
Stattdessen startete Reynolds nun eine Karriere beim US-amerikanischen Fernsehen, die ihm die Möglichkeit gab, als Produzent, Regisseur und Drehbuchautor unzähliger Serien, Serienfolgen und Fernsehfilmen tätig zu werden. Seine wichtigste Arbeit war die Serie M*A*S*H, die später Kultstatus erhielt. Dort zeichnete er sich als Produzent und Regisseur für sehr viele Folgen verantwortlich. Für seine Tätigkeit bei M*A*S*H erhielt er 1974 einen Emmy-Award als Produzent.
Von 1993 bis 1997 war er Präsident der Directors Guild of America, der Vereinigung der Regisseure der USA.
Gene Reynolds war ab 1979 in zweiter Ehe verheiratet und hatte einen Sohn. Er starb im Februar 2020 im Alter von 96 Jahren an Herzversagen.

## Filmografie (Auswahl)

### Als Schauspieler
- 1934: Laurel und Hardy – Rache ist süß (Babes in Toyland)
- 1936: Sins of Man
- 1937: Manuel (Captains Courageous)
- 1937: Heidi
- 1937: Californian
- 1938: Chicago (In Old Chicago)
- 1938: Love Finds Andy Hardy
- 1938: Of Human Hearts
- 1938: Teufelskerle (Boys Town)
- 1938: Schnelle Fäuste (The Crowd Roars)
- 1939: Musik fürs Leben (They Shall Have Music)
- 1940: The Blue Bird
- 1940: Tödlicher Sturm (The Mortal Storm)
- 1940: Der große Edison (Edison, the Man)
- 1940: Land der Gottlosen (Santa Fe Trail)
- 1941: Andy Hardy’s Private Secretary
- 1942: The Tuttles of Tahiti
- 1949: Raubkatze (The Big Cat)
- 1949: Sturmflug (Sluttery’s Hurricane)
- 1953: Taxi 539 antwortet nicht (99 River Street)
- 1954: Ein Mädchen vom Lande (The Country Girl)
- 1954: Die Brücken von Toko-Ri (The Bridges at Toko-Ri)
- 1954: Drei dunkle Straßen (Down Three Dark Streets)
- 1956: Der Mann im grauen Flanell (The Man in the Gray Flannel Suit)
- 1956: Diane – Kurtisane von Frankreich (Diane)

### Hinter der Kamera
Als Drehbuchautor
- 1958–1961: Wells Fargo (Tales of Wells Fargo, Fernsehserie)
- 1977–1981: Lou Grant (Fernsehserie)

Als Regisseur
- 1965–1967: Ein Käfig voller Helden (Hogan’s Heroes, Fernsehserie)
- 1972–1977: M*A*S*H (Fernsehserie)
- 1977–1981: Lou Grant (Fernsehserie)

Als Produzent
- 1969–1970: Room 222 (Fernsehserie)
- 1972–1976: M*A*S*H (Fernsehserie)